# Ciclisme als Jocs Olímpics d'estiu de 1904 - 5 milles
La cursa de les 5 milles va ser una de les proves de ciclisme en pista que es van disputar als Jocs Olímpics de Saint Louis de 1904. És l'única vegada que s'ha disputat aquesta prova en uns Jocs Olímpics. La prova es va disputar el 5 d'agost de 1904, prenent-hi part 10 ciclistes, tots dels Estats Units, tot i que aquest nombre de participants és incert.

## Medallistes
| Or             | Plata           | Bronze            |
| Charles Schlee | George E. Wiley | Arthur F. Andrews |

## Resultats

### Final
Es coneix el nom dels quatre primers classificats. També es coneix el nom de cinc ciclistes més que no acabaren la cursa. D'altres ciclistes que hi van prendre part i els seus temps són desconeguts.
| Posició | Ciclista                 | Temps        |
| ------- | ------------------------ | ------------ |
| Or      | Charles Schlee           | 13' 08,2"    |
| Plata   | George E. Wiley          | desconegut   |
| Bronze  | Arthur F. Andrews        | desconegut   |
| 4.      | Julius Schaefer          | desconegut   |
| ?       | participants desconeguts | desconegut   |
| —       | Teddy Billington         | no finalitza |
| —       | Burton Downing           | no finalitza |
| —       | Oscar Goerke             | no finalitza |
| —       | Marcus Hurley            | no finalitza |
| —       | Joel N. McCrea           | no finalitza |